# Kızılçakır, Bozkır
Kızılçakır là một xã thuộc huyện Bozkır, tỉnh Konya, Thổ Nhĩ Kỳ. Dân số thời điểm năm 2011 là 251 người.